# Martina Walter
Martina Walter (* 25. Mai 1972) ist eine ehemalige deutsche Fußballspielerin.

## Karriere
Walter war von 1988 bis 1992 und in der Saison 1997/98 als Stürmerin für den FSV Frankfurt aktiv, mit dem sie sechsmal ein Finale erreichte und dreimal daraus als Sieger hervorging.
Ihre ersten beiden Saisons bestritt sie in der Oberliga Hessen, aus der sie mit ihrer Mannschaft jeweils als Hessenmeister hervorging und somit auch an den beiden aufeinanderfolgenden Endrunden um die Deutsche Meisterschaft teilnahm.
In ihrer Premierensaison erreichte der FSV Frankfurt das Halbfinale, aus dem ihre Mannschaft – nach Hin- und Rückspiel – mit 3:5 gegen den TuS Ahrbach ausschied, wie auch ein Jahr später im Viertelfinale mit 2:3 gegen den TSV Siegen. Gegen diese Mannschaft verlor der FSV Frankfurt ein Jahr zuvor auch das Pokalfinale mit 1:5, in dem sie – ab der 47. Minute für Bettina Weise eingewechselt – mitwirkte. Doch am 19. Mai 1990 erzielte sie vor 15.000 Zuschauern im Olympiastadion Berlin das 1:0-Siegtor gegen den FC Bayern München in der 20. Minute.
Auch das am 16. Juni 1991 erreichte Finale um die Deutsche Meisterschaft im Siegener Leimbachstadion, in dem sie eingesetzt wurde, ging mit 2:4 abermals gegen den TSV Siegen verloren; ein Jahr später schied ihr Verein mit 2:3 – nach Hin- und Rückspiel – gegen Grün-Weiß Brauweiler im Halbfinale aus. Gegen diesen Verein verlor der FSV Frankfurt mit 0:1 im Pokal-Achtelfinale 1991. Am 23. Mai 1992 wurde der Vereinspokal gewonnen, hatte sie mit ihrer Mannschaft in Berlin den TSV Siegen mit 1:0 bezwingen können.
Ihre Vereinszugehörigkeit von 1992 bis 1997 ist unklar, doch zur Saison 1997/98 wurde sie gemeinsam mit Steffi Jones und Anette Walter als Neuzugang beim FSV Frankfurt vorgestellt. In der nunmehr eingleisigen Bundesliga schloss dieser die Premierensaison als Deutscher Meister ab.
Auch das Finale um den Vereinspokal erreichte ihre Mannschaft, in dem sie zur zweiten Halbzeit für Jasmin Krämer eingesetzt wurde. Die am 16. Mai 1998 im Olympiastadion Berlin vor 35.000 Zuschauern – als Vorspiel zum Männerfinale – gegen den FCR Duisburg 55 ausgetragene Begegnung wurde mit 2:6 jedoch deutlich verloren.

## Erfolge
- Deutscher Meister 1998, Finalist 1991
- DFB-Pokal-Sieger 1990, 1992, -Finalist 1989, 1998